# Chiton oruktus
Chiton oruktus är en blötdjursart som beskrevs av Maughan 1900. Chiton oruktus ingår i släktet Chiton och familjen Chitonidae. Inga underarter finns listade i Catalogue of Life.